# Movimento Libertà
Il Movimento Libertà (in sloveno Gibanje Svoboda, abbreviato in GS), precedentemente noto come Partito d'Azione Verde (in sloveno Stranka zelenih dejanj: Z.DEJ), è un partito politico sloveno verde liberale, che a seguito delle elezioni parlamentari del 2022 detiene il maggior numero di seggi all'Assemblea nazionale.

## Storia
Il suo congresso di fondazione si è svolto l'8 maggio 2021. È stato fondato da Jure Leben e la sua nascita è stata annunciata a gennaio dello stesso anno durante la trasmissione Studio City; primo vicepresidente è stato Gregor Erbežnik. Il partito ricerca un equilibrio tra il progresso industriale e la tutela dell'ambiente attraverso misure ecologiche.
La dirigenza del partito ha eletto 119 delegati.
Nel gennaio 2022 Leben ha annunciato il suo ritiro da leader del partito e dalla politica, poiché si sarebbe dedicato alla vita privata. Il 24 gennaio 2022, Robert Golob, allora A.D. di GEN-I, ha annunciato la sua candidatura a presidente del partito e la ridenominazione del partito. Il congresso si è svolto il 26 gennaio 2022, con Robert Golob eletto presidente e Urška Klakočar Zupančič vicepresidente.
Nel giugno 2022 la Lista di Marjan Šarec e il Partito di Alenka Bratušek, entrambi esclusi dall'Assemblea nazionale, votarono a favore di una fusione con GS, approvata dallo stesso Movimento il 27 giugno. A inizio luglio, GS assorbì entrambi i partiti.

## Ideologia e posizioni
I valori fondamentali del partito sono la democrazia, la tolleranza e il rispetto. Nel suo discorso introduttivo, Leben ha menzionato anche la chiusura di Kemis, Eternit, Termit, Ekosistem, la regolamentazione dell'acqua potabile ad Anicova, la chiusura della miniera di carbone di Velenje, la protezione delle foreste e la dichiarazione di crisi ambientale. Il partito introdurrebbe una tassa sulle bevande zuccherate e sulla plastica non riciclata, promuovendo allo stesso tempo, forme sostenibili di trasporto, smistamento e decarbonizzazione della Slovenia. Secondo Leben, la Slovenia dovrebbe essere in grado di classificarsi tra i 20 paesi più competitivi a livello mondiale secondo i criteri del World Economic Forum.
Come misure sociali, il partito sostiene l'assistenza sanitaria pubblica e l'aumento del numero di dipendenti, la riforma del sistema educativo e la digitalizzazione delle scuole.

## Direzione del partito
- Presidente: Robert Golob
- Vicepresidenti: Urška Klakočar Zupančič, Marta Kos

## Risultati elettorali
| Elezione          | Voti    | %     | Seggi   |
| ----------------- | ------- | ----- | ------- |
| Parlamentari 2022 | 410.769 | 34,45 | 41 / 90 |